# Wágner Pires de Almeida
Wágner Pires de Almeida (født 27. december 1973) er en tidligere brasiliansk fodboldspiller.